# Saison 2022-2023 du Biarritz olympique Pays basque
Cette page présente la saison 2022-2023 du Biarritz olympique Pays basque en Pro D2, qui est la cent septième saison de l'histoire du club. L'équipe termine à la onzième place du classement.
L'équipe évolue sous les directives de Barry Maddocks et Shaun Sowerby.

## Avant-saison

### Transferts estivaux
Six joueurs prolongent leur contrat (Guy Millar, Yohann Artru et Joe Jonas jusqu'en 2024, Bastien Soury et Johan Aliouat jusqu'en 2025 et Steeve Barry jusqu'en 2026), tandis que Youssouf Soucouna fait son entrée au centre de formation avec un contrat de trois saisons.

#### Arrivées groupe professionnel
- Lasha Tabidze, pilier (Union Bordeaux Bègles)
- Thomas Sauveterre, talonneur (US Carcassonne)
- Killian Taofifénua, talonneur (USA Perpignan)
- Adrian Moțoc, deuxième ligne (Stade aurillacois)
- Nafi Ma'afu, deuxième ligne (USA Perpignan)
- Simon Augry, troisième ligne (US Montauban)
- Charlie Francoz, troisième ligne (Stade français)
- Baptiste Germain, demi de mêlée (Stade toulousain, prêt)
- Joe Tomane, centre (Black Rams Tokyo)
- Tyler Morgan, centre (Scarlets)

#### Départs groupe professionnel
- Vakhtangi Akhobadze, pilier (US Carcassonne)
- James Cronin, pilier (Leicester Tigers)
- Ushangi Tcheischvili, pilier (RC Massy)
- Yvan Watremez, pilier (arrêt)
- François Da Ros, talonneur (arrêt)
- Lucas Peyresblanques, talonneur (Stade français)
- Romain Ruffenach, talonneur (Section paloise)
- Andrew Cramond, deuxième ligne (arrêt)
- Kévin Gimeno, deuxième ligne (US Montauban)
- Evan Olmstead, deuxième ligne (SU Agen)
- Steffon Armitage, troisième ligne (Stade niçois)
- Antoine Erbani, troisième ligne (SU Agen)
- Mathieu Hirigoyen, troisième ligne (Stade français)
- Clément Darbo, demi-de-mêlée (ES Lembeye)
- James Hart, demi de mêlée (Stade montois)
- Tevita Kuridrani, centre
- Brieuc Plessic-Couillaud, centre (US Carcassonne)
- Francis Saili, centre (Racing 92)
- Alexandre Nicoué, ailier (Rennes EC)
- Gavin Stark, ailier (Oyonnax rugby)
- Ximun Lucu, arrière (Saint-Pée UC)
- Rémi Brosset, arrière (Soyaux Angoulême)

#### Arrivées Espoirs
- Enrico Galanti, pilier (Verona rugby)
- Luka Pringier, pilier (Royal Kituro RC)
- Louis Pourquier, talonneur (Colomiers rugby)
- Luka Macharashvili, deuxième ligne (SU Agen)
- Axel Chodernic, troisième ligne (Section paloise)
- Tiaan Jacobs, troisième ligne (Selborne College)
- Matis Prime, troisième ligne (Aviron bayonnais)
- Martin Garraialde, troisième ligne (Saint-Jean-de-Luz olympique)
- Eliès Tochon, demi de mêlée (Racing 92)
- Léo Ducasse, demi de mêlée (RC Narbonne)
- Matéo Arruti, demi d'ouverture (Saint-Jean-de-Luz olympique)
- Clément Pérusin, demi d'ouverture (RC Auch)
- Jules Vanheye, centre (Rouen Normandie rugby)
- Victor Gavin, centre (Ingenieros Industriales Las Rozas)
- Yohan Tapie, centre (Stade bagnérais)
- Fabien Coublucq, ailier (US Orthez)
- Rémy Lassalle, ailier (Stade hendayais)
- Matthieu Maymat, arrière (US Montauban)

#### Départs Espoirs
- Clément Berhabe, pilier (FC Oloron)
- Pierre Plazer, pilier (RCB Arcachon)
- Lucas Santamaria, pilier (Saint-Jean-de-Luz olympique)
- Billy Scannell, talonneur (Cork Constitution FC)
- Bastien Darriet, talonneur (Anglet ORC)
- Mattéo Coustalat, troisième ligne (Stado Tarbes)
- Davit Gvidiani, troisième ligne (Provence rugby)
- Gabriel Austruy, centre (Soyaux Angoulême)
- Mattéo Colombié, arrière (AS Bédarrides Châteauneuf-du-Pape)

### Transferts en cours de saison
Luka Tchelidze est prêté par l'Aviron bayonnais à partir de septembre 2022. En janvier 2023, Jorji Saldadze s'engage jusqu'à la fin de la saison en provenance de l'AS Béziers en tant que joker médical de Guy Millar.
Killian Taofifénua est prêté au Stade niçois à partir du mois de novembre 2022.
Ewan Bertheau est prêté par l'USA Perpignan en mars 2023 jusqu'à la fin de la saison.

### Préparation de la saison
L'effectif reprend l'entraînement le 7 juillet 2022 et effectue un stage à Saint-Lary-Soulan ponctué d'un entraînement dirigé avec la Section paloise. Un match amical est organisé contre les Ealing Trailfinders le 18 août, remporté d'un point sur une pénalité de Brett Herron.

## Saison régulière
| - Biarritz olympique - Oyonnax rugby : 18 - 14 - RC Vannes - Biarritz olympique : 34 - 26 - Biarritz olympique - Stade montois : 27 - 29 - USO Nevers - Biarritz olympique : 22 - 22 - Biarritz olympique - US Carcassonne : 32 - 23 - US Montauban - Biarritz olympique : 32 - 46 - Biarritz olympique - SU Agen : 15 - 18 - Biarritz olympique - Colomiers rugby : 48 - 31 - Rouen Normandie - Biarritz olympique : 12 - 9 - Biarritz olympique - Stade aurillacois : 31 - 16 - RC Massy - Biarritz olympique : 17 - 28 - Biarritz olympique - Provence Rugby : 20 - 8 - FC Grenoble rugby - Biarritz olympique : 13 - 13 - Biarritz olympique - SA XV Charente : 32 - 15 - AS Béziers Hérault - Biarritz olympique : 17 - 12 | - Biarritz olympique - US Montauban : 20 - 17 - Colomiers rugby - Biarritz olympique : 23 - 17 - SU Agen - Biarritz olympique : 27 - 17 - Biarritz olympique - RC Vannes : 19 - 13 - Oyonnax rugby - Biarritz olympique : 42 - 17 - Biarritz olympique - Rouen Normandie : 44 - 8 - Provence Rugby - Biarritz olympique : 37 - 17 - Biarritz olympique - RC Massy : 38 - 19 - Biarritz olympique - USO Nevers : 23 - 28 - Stade montois - Biarritz olympique : 31 - 21 - US Carcassonne - Biarritz olympique : 20 - 12 - Biarritz olympique - AS Béziers Hérault : 17 - 42 - SA XV Charente - Biarritz olympique : 18 - 11 - Biarritz olympique - FC Grenoble rugby : 26 - 35 - Stade aurillacois - Biarritz olympique : 38 - 12 |

## Joueurs et encadrement technique

### Encadrement technique
Barry Maddocks (arrières) et Shaun Sowerby (avants) entraînent l'équipe sous la houlette du directeur sportif Matthew Clarkin et sont accompagnés par Jean-Emmanuel Cassin et Roger Ripol.

### Effectif

#### Capitaines
Le capitanat est partagé entre Guy Millar, Dave O'Callaghan et Romain Lonca.

#### Effectif professionnel
| Nom                | Poste                | Date de naissance | Nationalité sportive | Sélections (PM) | Club précédent        | Arrivée au club | Fin de contrat | Formé au club | JIFF |
| ------------------ | -------------------- | ----------------- | -------------------- | --------------- | --------------------- | --------------- | -------------- | ------------- | ---- |
| Luka Azariashvili  | Pilier               | 30 novembre 1999  | Géorgie              | -               | Montpellier HR        | 2020            | 2023           | -             | oui  |
| Zakaria El Fakir   | Pilier               | 29 janvier 1997   | France               | -               | SU Agen               | 2021            | 2024           | -             | oui  |
| Guy Millar         | Pilier               | 23 avril 1992     | Australie            | -               | Highlanders           | 2018            | 2024           | -             | -    |
| Giorgi Nutsubidze  | Pilier               | 11 novembre 1998  | Géorgie              | -               | Lelo Saracens         | 2018            | 2023           | -             | -    |
| Quentin Samaran    | Pilier               | 30 décembre 1997  | France               | -               | AS Béziers            | 2021            | 2023           | -             | oui  |
| Jorji Saldadze     | Pilier               | 25 mai 1994       | Géorgie              | -               | AS Béziers            | 2023            | 2023           | -             | -    |
| Lasha Tabidze      | Pilier               | 4 juillet 1997    | Géorgie              | 5 (0)           | Union Bordeaux Bègles | 2022            | 2024           | -             | oui  |
| Luka Tchelidze     | Pilier               | 1er août 2000     | Géorgie              |                 | Aviron bayonnais      | 2022            | 2023           | -             | oui  |
| Thomas Sauveterre  | Talonneur            | 10 mai 1993       | France               | -               | US Carcassonne        | 2022            | 2024           | -             | oui  |
| Bastien Soury      | Talonneur            | 18 mars 1995      | France               | -               | RC Toulon             | 2021            | 2025           | -             | oui  |
| Killian Taofifénua | Talonneur            | 20 juillet 2000   | France               | -               | USA Perpignan         | 2022            | 2024           | -             | oui  |
| Johan Aliouat      | Deuxième ligne       | 22 janvier 1993   | Algérie              | 3 (0)           | Union Bordeaux Bègles | 2018            | 2025           | -             | oui  |
| Adrian Moțoc       | Deuxième ligne       | 11 juillet 1996   | Roumanie             | 22 (0)          | Stade aurillacois     | 2022            | 2024           | -             | oui  |
| Nafi Ma'afu        | Deuxième ligne       | 18 juin 1998      | États-Unis           | -               | USA Perpignan         | 2022            | 2025           | -             | oui  |
| Josh Tyrell        | Deuxième ligne       | 16 octobre 1990   | Samoa                | 11 (5)          | Oyonnax rugby         | 2021            | 2023           | -             | -    |
| Simon Augry        | Troisième ligne      | 22 août 1997      | France               | -               | US Montauban          | 2022            | 2024           | -             | oui  |
| Ewan Bertheau      | Troisième ligne      | 5 juillet 2001    | France               | -               | USA Perpignan         | 2023            | 2023           | -             | oui  |
| Elliot Dixon       | Troisième ligne      | 4 septembre 1989  | Nouvelle-Zélande     | 3 (5)           | Ricoh Black Rams      | 2021            | 2023           | -             | -    |
| Johnny Dyer        | Troisième ligne      | 6 avril 1992      | Fidji                | 4 (10)          | Racing 92             | 2020            | 2024           | -             | -    |
| Charlie Francoz    | Troisième ligne      | 3 juin 1998       | France               | -               | Stade français        | 2022            | 2024           | -             | oui  |
| Tornike Jalagonia  | Troisième ligne      | 12 décembre 1998  | Géorgie              | 15 (15)         | RC Jiki               | 2018            | 2024           | oui           | oui  |
| Dave O'Callaghan   | Troisième ligne aile | 12 janvier 1990   | Irlande              | -               | Munster Rugby         | 2019            | 2024           | -             | -    |
| Barnabé Couilloud  | Demi de mêlée        | 20 février 1999   | France               | -               | Lyon OU               | 2019            | 2023           | -             | oui  |
| Tomás Cubelli      | Demi de mêlée        | 12 juin 1989      | Argentine            | 87 (70)         | Western Force         | 2021            | 2023           | -             | -    |
| Gilles Bosch       | Demi d'ouverture     | 12 juillet 1990   | France               | -               | US Carcassonne        | 2020            | 2023           | -             | oui  |
| Baptiste Germain   | Demi d'ouverture     | 21 novembre 2000  | France               | -               | Stade toulousain      | 2022            | 2023           | -             | oui  |
| Brett Herron       | Demi d'ouverture     | 13 novembre 1995  | Angleterre           | -               | Harlequins            | 2021            | 2023           | -             | -    |
| Ilian Perraux      | Demi d'ouverture     | 4 avril 1992      | France               | -               | Soyaux-Angoulême      | 2018            | 2024           | -             | oui  |
| Vincent Martin     | Centre               | 4 septembre 1992  | France               | -               | Montpellier HR        | 2021            | 2023           | -             | oui  |
| Tyler Morgan       | Centre               | 11 septembre 1995 | Pays de Galles       | 5 (5)           | Scarlets              | 2022            | 2023           | -             | -    |
| Joe Tomane         | Centre               | 11 février 1990   | Australie            | 17 (25)         | Ricoh Black Rams      | 2022            | 2024           | -             | -    |
| François Vergnaud  | Centre               | 8 octobre 1997    | France               | -               | SC Albi               | 2018            | 2023           | oui           | oui  |
| Yohann Artru       | Ailier               | 31 mai 1992       | France               | -               | USA Perpignan         | 2017            | 2024           | -             | oui  |
| Steeve Barry       | Ailier               | 17 février 1994   | France               | -               | Stade rochelais       | 2019            | 2026           | -             | oui  |
| Henry Speight      | Ailier               | 24 mars 1988      | Australie            | 19 (20)         | Queensland Reds       | 2020            | 2022           | -             | -    |
| Darly Domvo        | Arrière              | 3 mars 1992       | France               | -               | Sans club             | 2020            | 2023           | -             | oui  |
| Romain Lonca       | Arrière              | 26 novembre 1991  | France               | -               | Union Bordeaux Bègles | 2019            | 2024           | oui           | oui  |

#### Effectif Espoir
| Nom                   | Poste            | Date de naissance | Nationalité sportive | Sélections (PM) | Club précédent            | Arrivée au club | JIFF |
| --------------------- | ---------------- | ----------------- | -------------------- | --------------- | ------------------------- | --------------- | ---- |
| Baptiste Erdocio      | Pilier           | 13 mars 2000      | France               | -               | -                         | 2018            | oui  |
| Léo Carella           | Talonneur        | 4 avril 2002      | France               | -               | Section paloise           | 2020            | oui  |
| Clément Renaud        | Talonneur        | 3 janvier 2000    | France               | -               | Union Bordeaux Bègles     | 2021            | oui  |
| Gorbei Allende Larrea | Deuxième ligne   | 10 avril 2001     | Espagne              | -               | -                         | 2019            | -    |
| Ekain Imaz Agirre     | Troisième ligne  | 7 décembre 2002   | Espagne              | -               | -                         | 2020            | oui  |
| Thomas Hébert         | Troisième ligne  | 18 février 2000   | France               | -               | Stade toulousain          | 2021            | oui  |
| Temo Matiu            | Troisième ligne  | 20 juillet 2001   | France               | -               | -                         | 2022            | oui  |
| Kerman Aurrekoetxea   | Demi de mêlée    | 4 mai 2000        | Espagne              | 7 (0)           | El Salvador Rugby         | 2019            | -    |
| Simon Gely            | Demi d'ouverture | 17 avril 2000     | France               | -               | Stade toulousain          | 2019            | oui  |
| Clément Pérusin       | Demi d'ouverture | 25 octobre 2002   | France               | -               | RC Auch                   | 2022            | oui  |
| Auguste Cadot         | Centre           | 28 juillet 2001   | France               | -               | CS beaunois               | 2019            | oui  |
| Baptiste Fariscot     | Ailier           | 15 novembre 2001  | France               | -               | -                         | 2020            | oui  |
| Joe Jonas             | Arrière          | 31 décembre 2000  | Afrique du Sud       | -               | Glenwood High School (en) | 2020            | -    |

### Statistiques individuelles
Joueurs les plus utilisés
- Baptiste Erdocio (1809 minutes)
- Joe Jonas (1732)
- Thomas Hébert (1659)
- Josh Tyrell (1646)
- Baptiste Germain (1644)

Meilleurs marqueurs
- Steeve Barry (8 essais)
- Joe Jonas (7)
- Auguste Cadot (6)
- Henry Speight (6)
- Barnabé Couilloud (5)

Meilleurs buteurs
- Baptiste Germain (178 points)
- Gilles Bosch (35)
- Brett Herron (26)

Equipe type (en nombre de minutes jouées) : Jonas - Barry, Morgan, Cadot, Speight - Germain (o), Couilloud (m) - Jalagonia, Hébert, Dixon - Tyrell, Dyer - Millar, Sauveterre, Erdocio.

### Joueurs en sélection nationale
- Kerman Aurrekoetxea est sélectionné avec l'Espagne lors de la tournée d'automne[10]. Il est titulaire contre les Tonga et la Namibie[11].
- Tomás Cubelli est sélectionné avec l'Argentine pour le Rugby Championship 2022, disputant six rencontres (dont deux titularisations)[12]. Il est également retenu dans le groupe pour la tournée d'automne mais ne dispute aucun match.
- Johnny Dyer est retenu dans le groupe des Fidji pour la tournée d'automne 2022[10]. Il entre en jeu contre l'Irlande[13] et les Barbarians français.
- Tornike Jalagonia est sélectionné avec la Géorgie pour la tournée d'automne[10] : il est titulaire contre l'Uruguay et le Pays de Galles et entre en jeu contre les Samoa[14].

## Affluence au stade
Affluence à domicile (Parc des Sports d’Aguiléra)

## Aspects juridiques et économiques
Le club annonce un budget prévisionnel de 10,202 millions d'euros, soit le huitième budget du championnat.

### Organigramme
- président du directoire : Jean-Baptiste Aldigé ;
- président du conseil de surveillance : Louis-Vincent Gave ;
- président de l'association : Sébastien Beauville ;
- entraîneurs : Barry Maddocks (arrières), Shaun Sowerby (avants), Jean-Emmanuel Cassin (arrières), Roger Ripol (mêlée), Alan Kingsley (jeu au pied) ;
- directeur sportif : Matthew Clarkin ;
- préparateurs physiques : Léo Carrère, Tim Jaubert, Johan Pretorius, Liam McStay ;
- analyste données : Victor Azalbert ;
- manager : Gwenaëlle Carrère ;
- médecins : Hugo Caussidies-Laly, Léo Charbonnier, Thibault Martin, Jean-Louis Rebeyrol, Guillaume Zunzarren ;
- analystes vidéo : Corentin Carrère, Alexandre Oliveira ;
- intendance : Christian Harcot, Daniel Lejeune.

### Tenues, équipementiers et sponsors
Le Biarritz olympique est équipé par la marque Macron.
L'équipe évolue avec deux nouveaux jeux de maillots :
- un maillot rouge sur la partie supérieure et blanc sur la partie inférieure. Le short et les chaussettes sont uniformément rouges ;
- un maillot uniformément noir avec un liseré jaune sur le col et les manches. Le short et les chaussettes sont également noires.

Le sponsor apparaissant sur le maillot est Grindr.